# آقیازی (قاخ)
آقیازی (به لاتین: Ağyazı) یک منطقه مسکونی د ر جمهوری آذربایجان است که در شهرستان قاخ واقع شده‌است. آقیازی ۷۳۳ نفر جمعیت دارد.